# وثيمة بن موسى
وثيمة بن موسى بن الفرات (توفي 237 هـ - 851 م) أبو يزيد، المعروف بالوشاء: المحدث الأديب الأخباري، نشأ في أحد بلاد فارس، وخرج إلى البصرة. ورحل إلى مصر، فالأندلس، ثم عاد إلى مصر فمات فيها يوم الإثنين لعشر خلون من جمادى الأولى سنة سبع وثلاثين ومائتين.
كان يتجر بالوشي (وهو ثياب تصنع من الإبريسم).
له كتاب في «أخبار الردة» ، قال عنه ياقوت الحموي: « صنف كتاب أخبار الردة ذكر فيه القبائل التي ارتدت بعد وفاة النبي صلى الله عليه وآله وسلم وسرايا أبي بكر التي سيرها لقتالهم وما جرى بينهم ومن رجع منهم إلى الإسلام وأخبار خالد بن الوليد مع مالك بن نويرة وقتله له ومراثي متمم بن نويرة في أخيه وغير ذلك». وهذا الكتاب مفقود، ومن المؤسف ضياعه، وآخر من أمتلك مخطوطة «أخبار الردة» هو ابن العماد الحنبلي - أحد أعلام القرن الحادي عشر هجري - حيث قال: «وكان وثيمة أحد الحفاظ، صنف كتاب «أخبار الردة» أجاد فيه وأوسع». ولم يبقى من هذا الكتاب الضخم إلا شذرات متفرقة في الكتب ومن أهمها: الإصابة في تمييز الصحابة.